# 戈氏狹蓑鮋
戈氏狹蓑鮋，為輻鰭魚綱鮋形目鮋亞目鮋科的其中一種，為熱帶海水魚，分布於印度西太平洋西澳大利亞埃克斯茅斯灣及巴布亞紐幾內亞海域，體長可達4.8公分，棲息在底層水域，生活習性不明。